# Гибш, Матей
Ма́тей Гибш (чеш. Matěj Hybš; родился 3 января 1993 года в городе Прага, Чехословакия) — чешский футболист, защитник клуба «Богемианс 1905».

## Клубная карьера
Гибш — воспитанник пражской «Спарты». 12 августа 2012 года в матче против «Словацко» он дебютировал в Гамбринус лиге. 30 апреля 2014 года в поединке национального кубка против «Яблонца» Гибш забил свой первый гол за «Спарту». В том же году Матей помог клубу выиграть чемпионат и завоевать Кубок Чехии. Летом 2014 года Гибш для получения игровой практики на правах аренды перешёл в «Высочину». 13 сентября в матче против «Градец-Кралове» он дебютировал за новую команду. 24 октября в поединке против «Зброёвки» Матей забил свой первый гол за «Высочину». В начале 2016 года Гибш перешёл на правах аренды в «Яблонец». 27 февраля в матче против «Зброёвки» он дебютировал за новую команду. После окончания аренды Матей вернулся в «Спарту».
В сентябре 2017 года перешёл в Либерецкий «Слован».

## Международная карьера
В 2015 году в составе молодёжной сборной Чехии Гибш принял участие в домашнем  молодёжный чемпионат Европы. На турнире он сыграл в матчах против сборных Дании, Сербии и Германии.

## Достижения
Командные
 «Спарта» (Прага)
- Чемпионат Чехии по футболу — 2013/14
- Обладатель Кубка Чехии — 2013/14
- Обладатель Суперкубка Чехии — 2014